# Florence Freeman
Florence Freeman (ur. 1836 w Bostonie, zm. ok. 1883 w Rzymie) – amerykańska rzeźbiarka, działająca w Rzymie.

## Życiorys

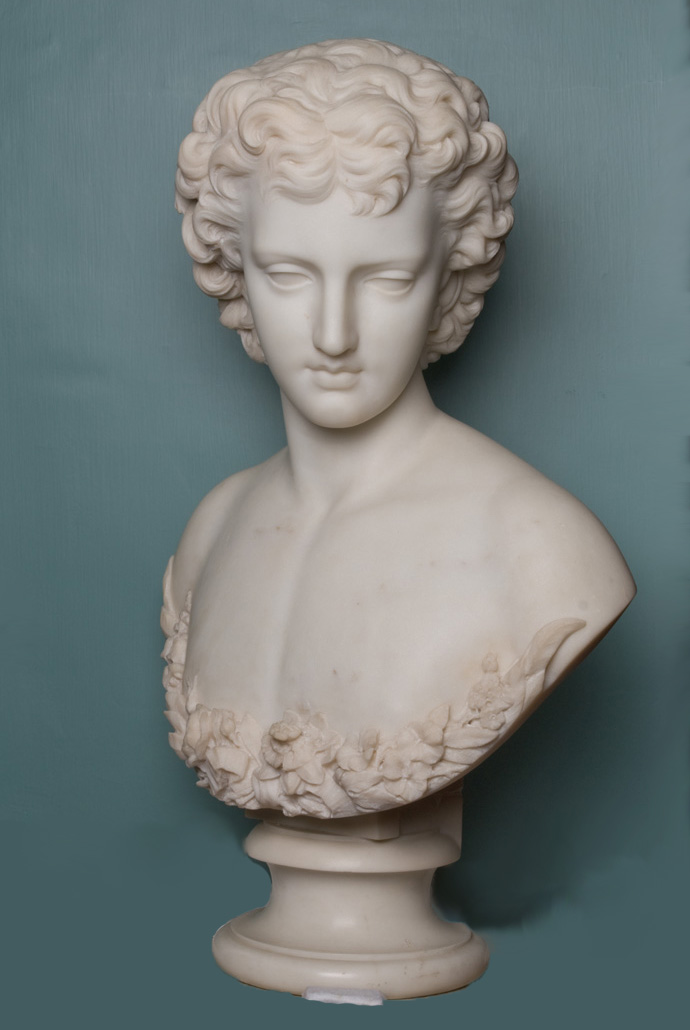
Sandalphon, 1864

Urodziła się w 1836 roku w Bostonie. Była siostrzenicą artysty Jamesa Edwarda Freemana, a także krewną rzeźbiarki Horatii Augusty Latilli Freeman. Kształciła się w pracowni rzeźbiarskiej Richarda Saltonstalla Greenougha. Dzięki wsparciu aktorki Charlotte Cushman wyjechała w 1861 roku do Włoch, gdzie z początku zamieszkała we Florencji i pobierała nauki u Hirama Powersa. Zachęcona przez Harriet Hosmer, osiadła następnie w Rzymie. Tam dołączyła do kręgu amerykańskich rzeźbiarek, do którego oprócz Hosmer należały m.in. Margaret Foley, Edmonia Lewis i Emma Stebbins. W Rzymie Freeman otworzyła własną pracownię, w której tworzyła płaskorzeźby, popiersia, statuetki i elementy dekoracyjne kominków. Jej rzeźba Sandalphon, The Angel of Prayer, należała do poety Henry’ego Wadswortha Longfellowa, a dziś znajduje się w muzeum poety w Cambridge.
Freeman porównywano do Hildy, bohaterki powieści Marmurowy faun Nathaniela Hawthorneʼa, której tematem było środowisko artystek w Rzymie. Zmarła ok. 1883 roku w Rzymie.